# Stazione di Alano-Fener-Valdobbiadene
Stazione di Alano-Fener-Valdobbiadene vasútállomás Olaszországban, Veneto régióban, mely Alano di Piave frazionéját, Fenert és Valdobbiadenet szolgálja ki.

## Vasútvonalak
Az állomást az alábbi vasútvonalak érintik:
- Calalzo–Padova-vasútvonal

## Kapcsolódó állomások
A vasútállomáshoz az alábbi állomások vannak a legközelebb: 
- Stazione di Pederobba-Cavaso-Possagno
- Stazione di Quero-Vas